# Eishockeyausrüstung
Als Eishockeyausrüstung bezeichnet man jene Objekte, die ein Spieler beim Eishockeyspielen oder beim  Inlinehockey tragen muss. Diese unterteilt sich in eine Arbeitsausrüstung, die notwendig ist, um den Sport überhaupt ausüben zu können, und eine Schutzausrüstung, die primär den Spieler vor Verletzungen infolge eines Unfalls schützt.  Moderne Schutzkleidung kann auch den Komfort erhöhen, indem sie vor Wettereinflüssen schützt, wie zum Beispiel vor Auskühlung oder Überhitzung bei Sonne.
Die Anforderungen an die Schutzkleidung sind auch in verschiedenen europäischen und amerikanischen Normen festgehalten, wie z. B. EN ISO 10256:2003 („Kopf- und Gesichtsschutz“).
Die Ausrüstung des Feldspielers und des Torwarts (Goalie) unterscheidet sich. Über der ganzen Ausrüstung wird dann das Vereinstrikot getragen. Während des Spiels muss die Ausrüstung korrekt getragen werden, falls nicht, kann der Schiedsrichter erst eine Zehn-Minuten-Strafe für unkorrekte Ausrüstung aussprechen und ihn anschließend vom Spiel ausschließen.

## Hintergrund

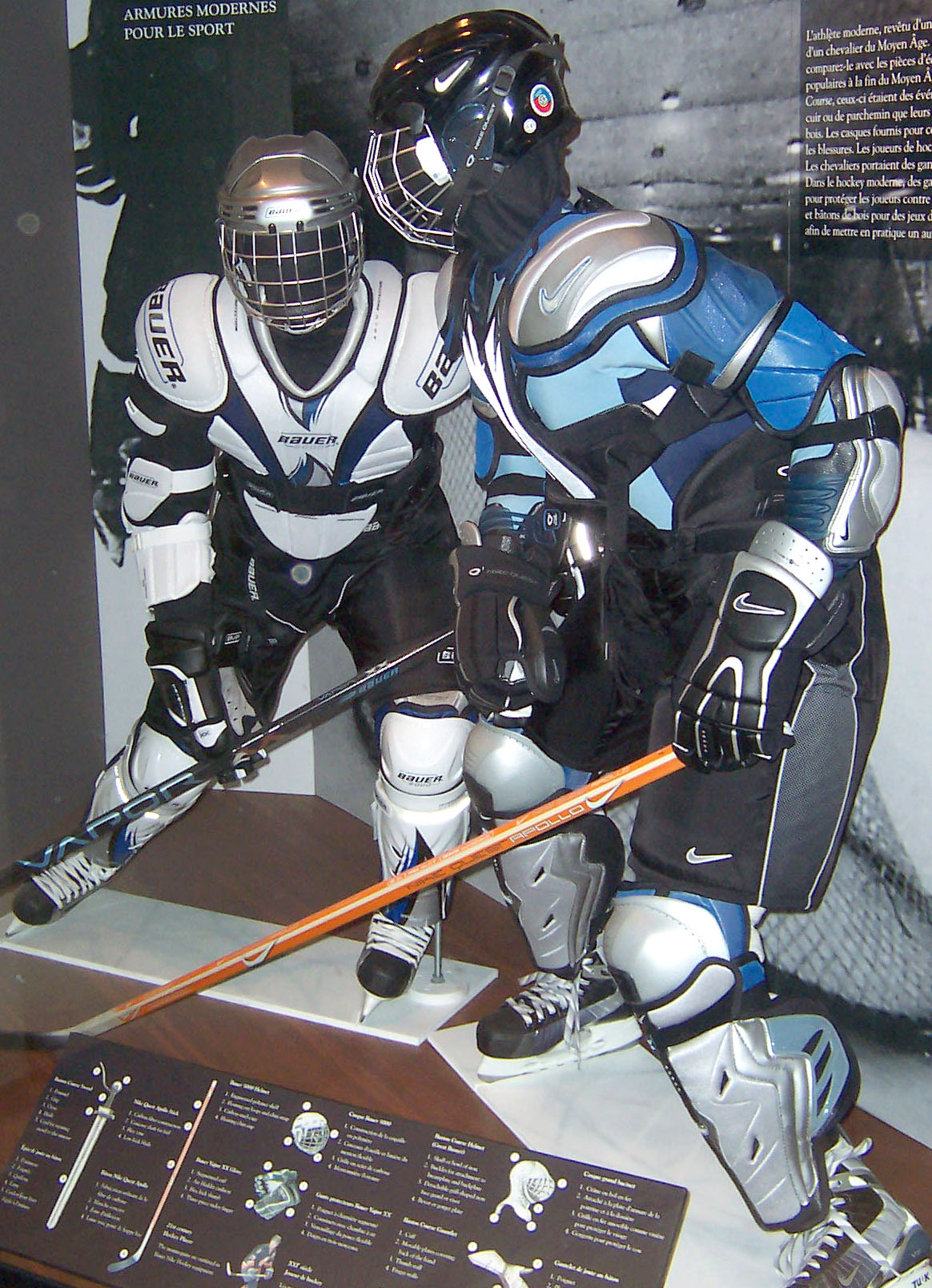
Feldspieler-Ausrüstung (ohne Trikot)

Als sich das eigentliche Eishockeyspiel entwickelte, genügte eine unterschiedliche Bekleidung, um die Mannschaften unterscheiden zu können. Lediglich der Torhüter trug Schienbeinschützer, die von Feldhockeyspielern ausgeliehen wurden. Alle Spieler trugen Stoff- oder Lederhandschuhe, Schlittschuhe und Landhockeyschläger, bis um 1880 der erste eigens angefertigte Eishockeyschläger aus Holz entwickelt wurde. Da bis in die 1920er Jahre zunächst der Gummiball, später der Puck, flach gespielt wurde, war diese Ausrüstung ausreichend.
Parallel zur Weiterentwicklung des Eishockeysports wurde auch die Ausrüstung ergänzt und verbessert. Umgekehrt wurde durch die Verbesserung der Ausrüstung die Spielform geändert, so erlaubten neue Schlägerarten und Techniken beispielsweise, den Puck nicht nur am Eis entlang zu spielen, sondern ihn auch zu lupfen.
Größere Hersteller von Ausrüstungen sind Warrior, Bauer und CCM.

## Spielerausrüstung

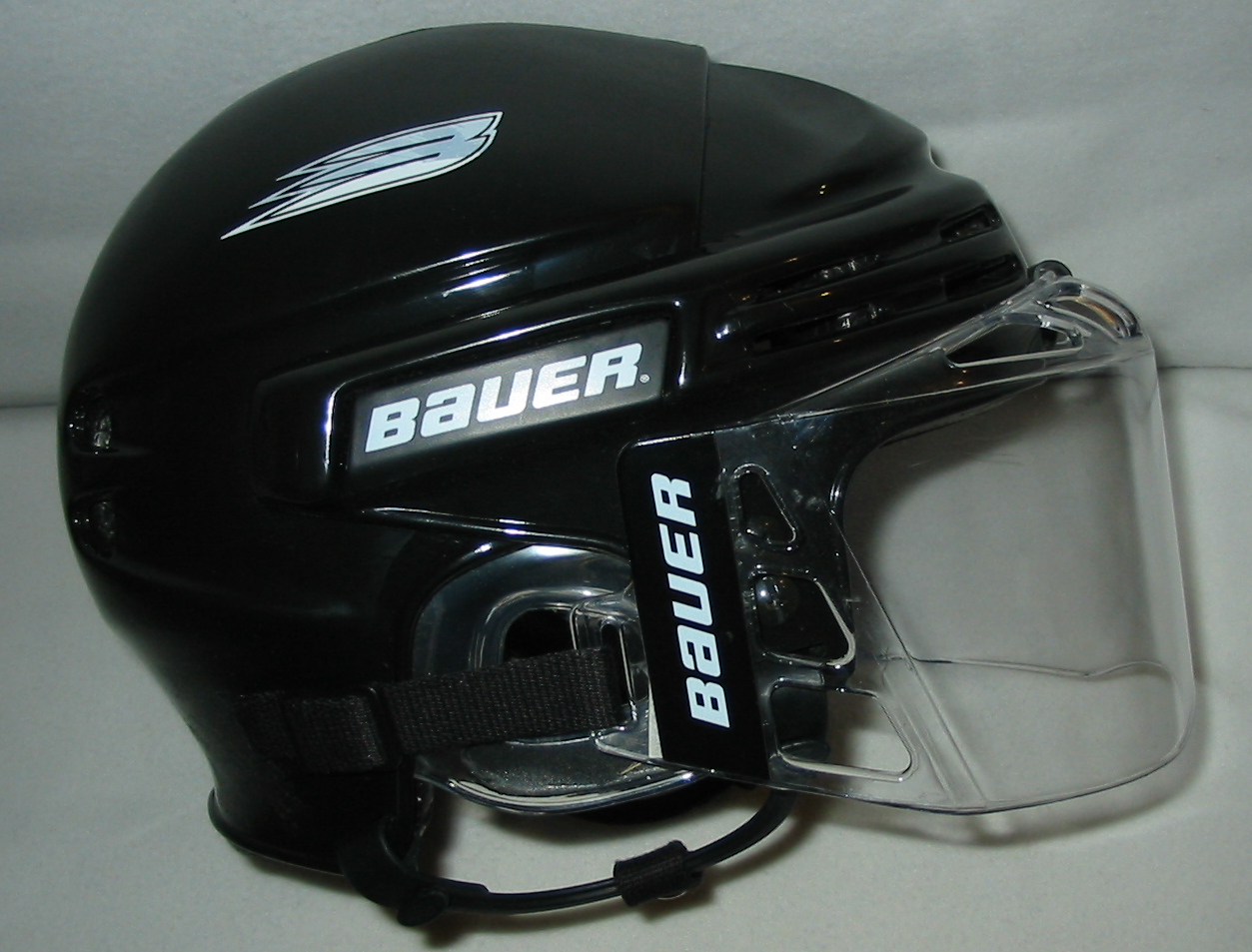
Helm mit Visier (Halbschutz)

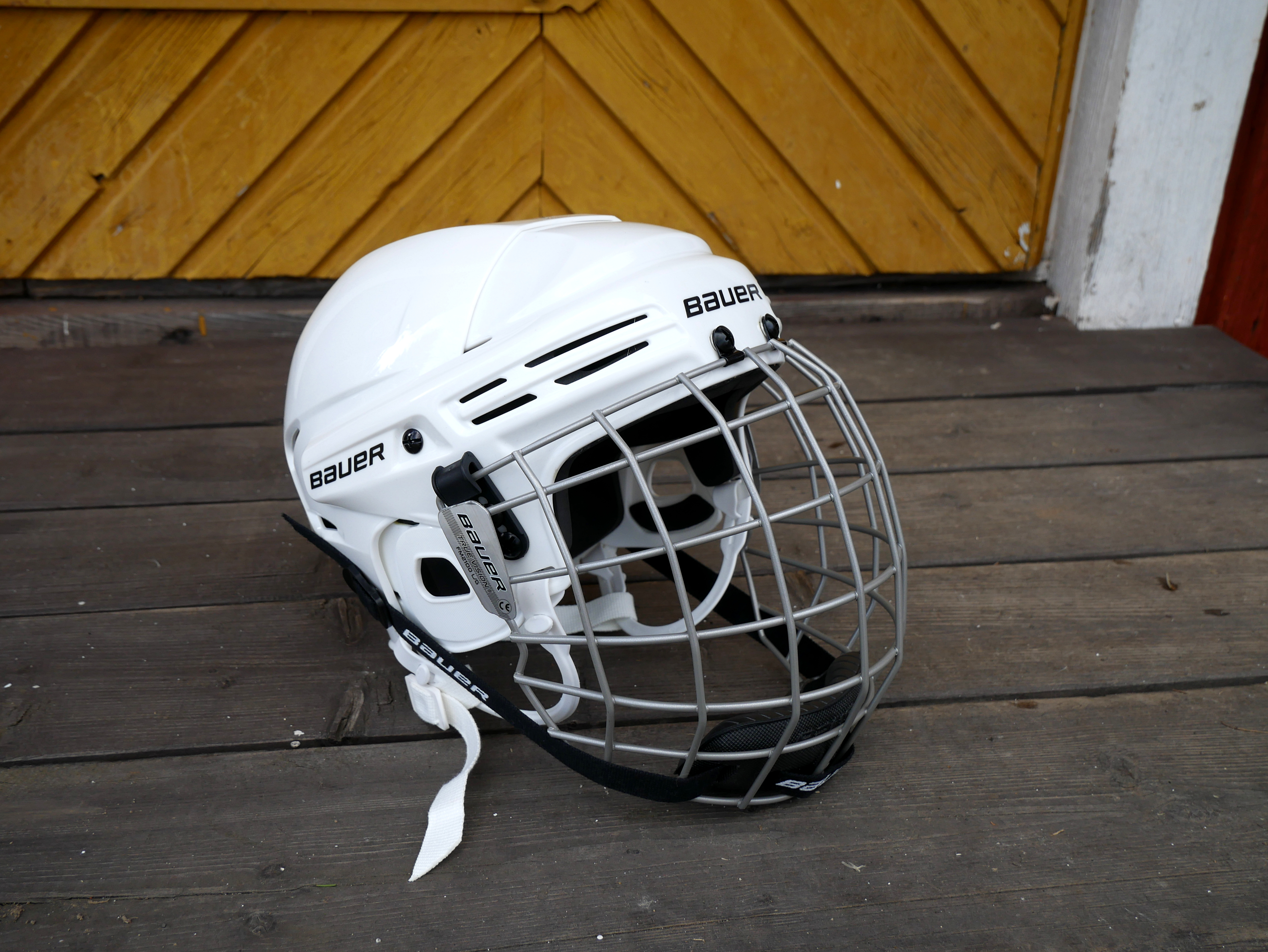
Helm mit Gitter (Vollschutz)

### Feldspieler
Die Ausrüstung kann in zwei Funktionen unterteilt werden: Damit der Sport überhaupt ausgeübt werden kann, ist die Arbeitsausrüstung erforderlich. Dazu gehören nur der Eishockeyschläger und die Schlittschuhe. Alle anderen Bestandteile der Ausrüstung gehören der Schutzausrüstung an, welche die Spieler vor Traumata schützen soll. Die Ausrüstung wiegt rund 5 bis 8 kg.
Die Schutzausrüstung wird in zwei Ebenen unterteilt: Die untere Ebene wird am Körper getragen, und nur die obere Ebene ist für den Zuschauer sichtbar.
Die unteren Teile bestehen aus der
- Schwitzwäsche,
- dem Tiefschutz, der die Geschlechtsorgane schützt oder dem Girdle im Sinne einer Schutzunterhose zur Protektion der lebenswichtigen Bauchorgane,
- den Schienbeinschonern
- dem Brustschutz, der Brust, Schultern und Rücken abdeckt
- den Ellenbogenschonern
- der Mundschutz, der nicht nur Zähne und Kiefer schützt,  sondern auch mögliche Gehirnerschütterungen durch das Aufeinanderprallen von Ober- und Unterkiefer abmildern kann. Das Tragen des Mundschutzes ist nicht vorgeschrieben.

Die sichtbaren Teile der Ausrüstung bestehen aus:
- Trikot
- Hose (alternativ Girdle) ist gepolstert und kurz. Lange Hosen konnten sich nicht durchsetzen und werden heute nur noch teils im Inlinehockey getragen.
- Stutzen
- Handschuhen und
- Helm (In Deutschland dürfen männliche Spieler über 18 Jahre selbst entscheiden, ob sie einen Helm mit Halb- oder Vollschutz tragen wollen, für Frauen und Spieler bis 18 Jahre ist ein Gitter oder Vollvisier vorgeschrieben.)
- Halskrause / Halsschutz (ab der Saison 2024/25 in allen Deutschen Eishockey Ligen Pflicht). Eine in Stoff eingefasste Schicht aus Kevlar schützt hier den Hals vor Schnittverletzungen der Kufen.

Die Teamkleidung (Trikot, Hose, Stutzen und Helm) muss übereinstimmend gestaltet sein. Einzige Ausnahme ist der Helm, dieser darf bei Spielgemeinschaften auch von unterschiedlicher Farbe sein.

### Torwart
Der Eishockeytorwart trägt teilweise abweichende Ausrüstungsgegenstände, weil er hauptsächlich die scharfen Torschüsse abbekommt (bis zu 175 km/h).

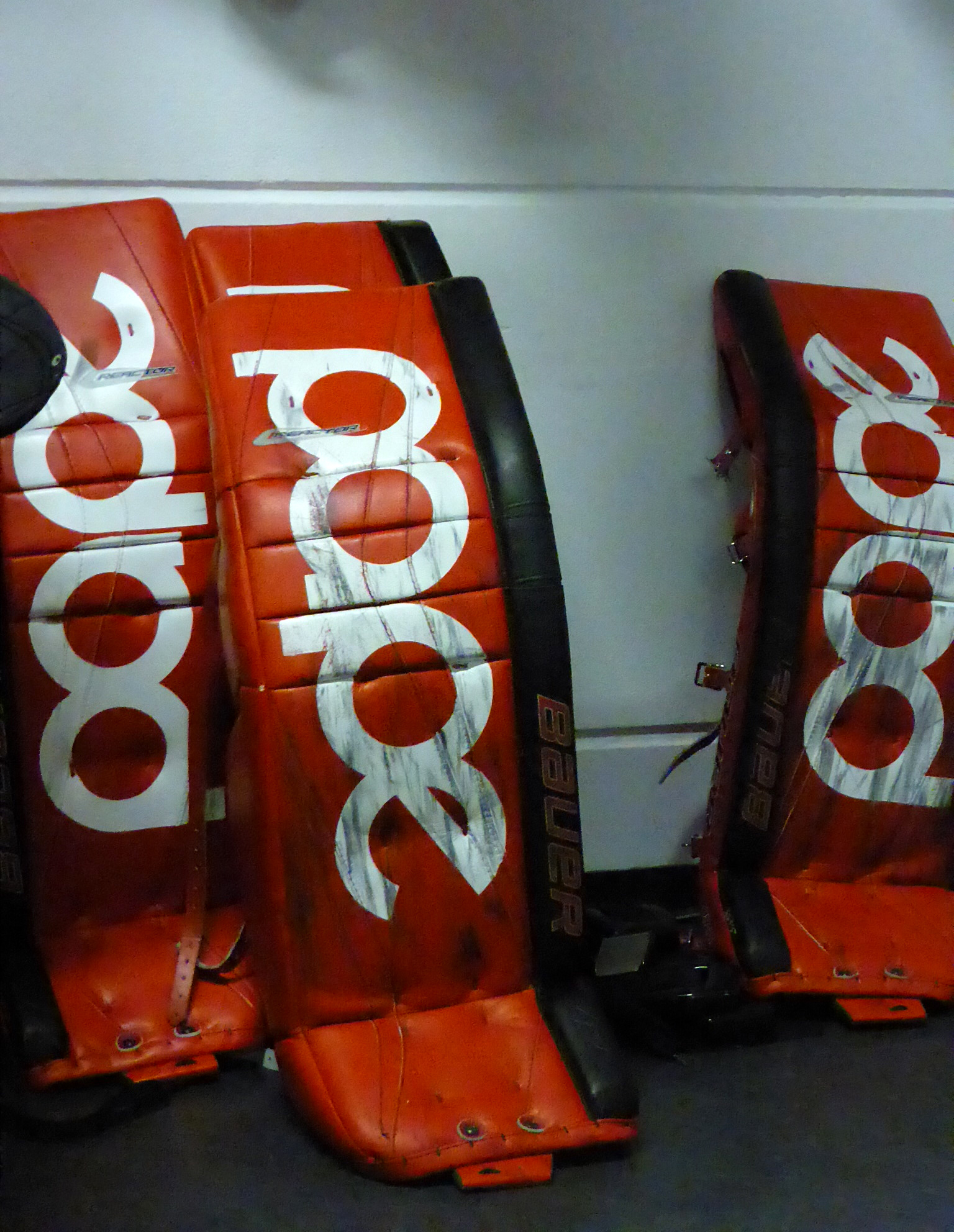
Torwartbeinschoner von Daniar Dshunussow

Deshalb trägt er neben der normalen Schutzausrüstung
- Beinschoner, die vom Unterschenkel aus gesehen 8–10 cm über das Knie hinaus reichen,
- Brustpanzer, der neben dem Oberkörper auch teilweise die Arme schützt,
- Torwartmaske
- Kehlkopfschutz (auch Lexan genannt), (nicht vorgeschrieben),
- Halsschutz / Halskrause,
- Fanghandschuh,
- Stockhandschuh,
- Torwartschläger, auch Torwartkelle. Dabei ist der untere Teil des Schafts und die Kelle etwas breiter, der Stock ist speziell gebogen.

Das Gewicht einer Torwartausrüstung beträgt insgesamt etwa 20 kg.

## Trivia
34.000 Eishockey-Handschuhe und Brustschützer, die 1999 von einer Schiffsladung im Nordatlantik verloren gingen, waren nach den „friendly floatees“ für Curtis Ebbesmeyer ein wichtiger Indikator zur Erforschung von Meeresströmungen.